# Dreiklang
Als Dreiklang wird in der Musik ein dreitöniger Akkord bezeichnet, der im einfachsten Fall aus zwei übereinandergeschichteten Terz-Intervallen besteht: den Tonstufen Grundton (unterer Ton), Terz (mittlerer Ton) und Quinte (oberer Ton). Die einzelnen Töne können jedoch auch nach unten oder oben oktaviert sein und auch mehrfach vorkommen. Die Kombination H-e-g1-h1 ist also ein Dreiklang, denn sie kann zur Terzenschichtung E-G-H umsortiert werden.
Dreiklänge sind nicht nur in der Musizierpraxis wichtig, sondern ebenso in der musikalischen Analyse, beispielsweise Funktionsharmonik, Stufenharmonik und Kadenzmodelle. Auch in der Systematik, die den Akkordsymbolen des Jazz zugrunde liegt, wird jeder Akkord von einem Dur- oder Molldreiklang ausgehend aufgebaut.

## Dreiklangsumkehrung

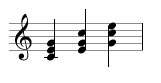
Von links nach rechts: Grundstellung, erste und zweite Umkehrung des Durdreiklangs auf c^{1}

Die „Terz-Quint-Gestalt“ (Terz und Quint hier als Tonstufen, nicht als übereinander geschichtete Intervalle verstanden) wird als Grundstellung des Akkords bezeichnet. Durch Aufwärtsoktavieren des Basstons lässt sie sich „umkehren“ (erste Umkehrung); durch nochmalige Aufwärtsoktavierung des nunmehrigen Basstons entsteht die zweite Umkehrung. Die erste Umkehrung ergibt einen Sextakkord, die zweite Umkehrung einen Quartsextakkord.
Die Umkehrungen sind nur für den Dur- und Molldreiklang interessant, nicht für den übermäßigen und verminderten Dreiklang, denn bei ihnen ergibt sich kein anderer Klangcharakter.

## Arten
Da man „große“ und „kleine“ Terzen unterscheidet, gibt es vier verschiedene Möglichkeiten, zwei Terzen aufeinanderzuschichten. Die resultierenden Dreiklangstypen werden teils nach ihrem Tongeschlecht, teils nach der Größe ihres Rahmenintervalls benannt:
| unteres Intervall | oberes Intervall | Rahmenintervall    | Dreiklangsbezeichnung  | Beispiel | Beispiel als Akkordsymbol(e) | Beispiel Notation |
| ----------------- | ---------------- | ------------------ | ---------------------- | -------- | ---------------------------- | ----------------- |
| große Terz        | kleine Terz      | reine Quinte       | Durdreiklang           | c–e–g    | C                            |                   |
| kleine Terz       | große Terz       | reine Quinte       | Molldreiklang          | c–es–g   | Cm                           |                   |
| kleine Terz       | kleine Terz      | verminderte Quinte | verminderter Dreiklang | c–es–ges | Cm−5, Cm♭5, Cdim, C°         |                   |
| große Terz        | große Terz       | übermäßige Quinte  | übermäßiger Dreiklang  | c–e–gis  | C+5, Caug                    |                   |

Neben diesen vier möglichen Dreiklängen gibt es auch die – vor allem im Jazz und Pop beheimateten – 'Susklänge'. Diese sind auch als dreitönige Akkorde nicht auf die Schichtung von Terzintervallen rückführbar; ihnen fehlt die Terzstufe, welche durch die Sekunde (Sus2) oder Quarte (Sus4) ersetzt wird. Somit besteht ein solcher Akkord aus Grundton, Sekund- oder Quartstufe und Quintstufe.
Ferner existieren eher atypische Konstrukte, wie etwa der 'hart-verminderte' oder 'doppelt-verminderte' Dreiklang. Diese werden selten verwendet und in der Fachliteratur selten erwähnt.

## Leitereigene Dreiklänge in Dur und Moll
Über jedem Ton einer Tonleiter lassen sich durch Terzenschichtung aus Tönen dieser Tonleiter (sog. leitereigene Töne) Dreiklänge bilden. Dies ist ein Grundgedanke der Stufentheorie. In der klassischen Harmonielehre kann man die Dreiklänge auf der 1., 4. und 5. Stufe einer Dur- oder Molltonart – im Sinne der Funktionstheorie als Tonika, Subdominante und Dominante bezeichnet – als die Hauptdreiklänge ansehen.

## Wirkung und Anwendung
Ein einzelner Durdreiklang, in elementarer Form bestehend aus drei Tönen im Schwingungsverhältnis 4:5:6 in der Obertonreihe, wird häufig als „heiter“ oder „fröhlich“, ein Molldreiklang hingegen als „traurig“ empfunden.
Der übermäßige Dreiklang enthält durch das übermäßige Quintintervall mehr Spannung bzw. ein höheres Auflösungsbedürfnis. Verwendet wird er u. a. als „verschärfter“ Klang auf der V. oder auch I. Stufe einer Durskala.
Auch der verminderte Dreiklang besitzt wegen der verminderten Quinte ein gewisses Auflösungsbestreben. Leitereigen ist er aber nicht nur auf dem Leitton in Dur und Moll, wo er zur Tonika strebt und deshalb nach der Funktionstheorie dominantische Funktion hat, sondern auch auf der II. Stufe in Moll, wo er dieses Auflösungsbestreben nicht hat und von der Funktionstheorie als Vertreter der Subdominante beschrieben wird.
Die Umkehrungen von Dur- und Molldreiklang werden zwar nicht als direkt dissonant, aber oft als spannungsreicher oder gar 'schwebend' gegenüber den Grundstellungen empfunden und gedeutet. Dies gilt insbesondere für den Quartsextakkord (2. Umkehrung). So endet Musik auch nur selten auf einem Akkord, der sich nicht in Grundstellung befindet. Bezogen auf den Quartsextakkord, kommt dies z. B. in Strawinskis 'Histoire du soldat' (Großer Choral) vor.
Die Wirkung eines Dreiklangs stellt sich auch dann ein, wenn seine drei Töne nicht parallel, sondern nacheinander als Teil einer Melodielinie erklingen. In dem Fall spricht man von einem gebrochenen Dreiklang. Ein bekanntes Beispiel dafür ist der 1. Satz der „Mondscheinsonate“.